# Steinhauser (Ochsenhausen)
Steinhauser ist der Name eines Weilers auf der Gemarkung der ehemals selbständigen Gemeinde Reinstetten, die heute zur Stadt Ochsenhausen im Landkreis Biberach in Oberschwaben gehört.

## Beschreibung

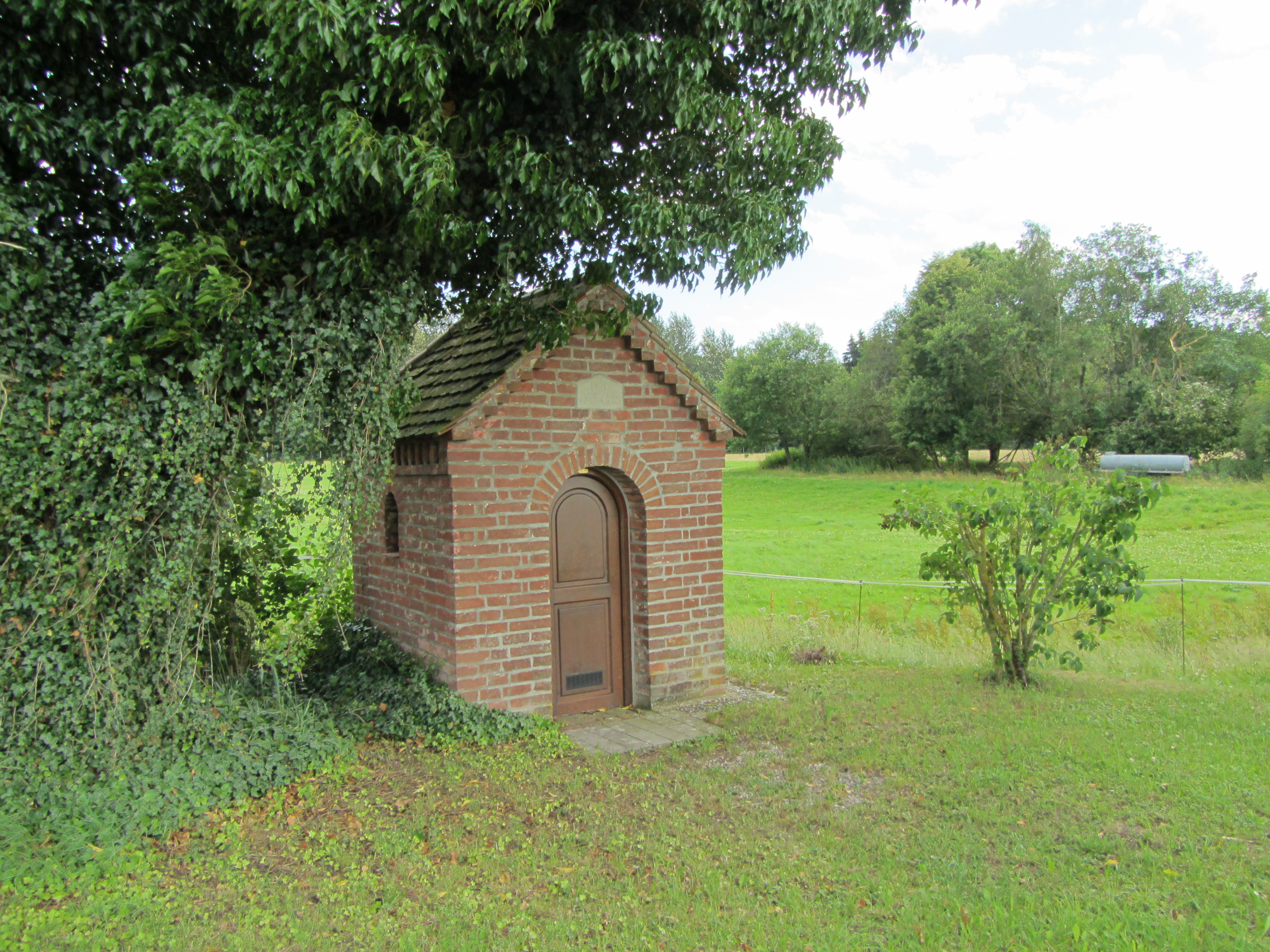
Besenkapelle „Muttergottes von der immerwährenden Hilfe“ bei Steinhauser (2012)

Der Weiler liegt an der Ziegeleistraße, die die Ortschaft Wennedach mit Reinstetten verbindet. Er wurde im 19. Jahrhundert als „Haus Steinhauser“ erstmals in den Urkunden über Reinstetten erwähnt. Im Jahre 2012 verfügte der Weiler über einen Wohngebäudebestand von zwei Häusern (Hausnummer 44) und einer Scheune.
In ungefähr 150 Meter nördlicher Entfernung passiert die Öchsle Schmalspurbahn die Ansiedlung. Westlich des Weilers befindet sich die ehemalige Kreismülldeponie und in südlicher Entfernung die sog. „Seelache“, das Freibad von Reinstetten.
In der Nähe des Weilers befindet sich die 1875 erbaute Besen- und Marienkapelle „Muttergottes von der immerwährenden Hilfe“.